# Jacopo Calatroni
Jacopo Calatroni (Broni, 13 dicembre 1987) è un doppiatore e direttore del doppiaggio italiano.

## Biografia
Originario di Stradella. Attivo principalmente negli studi di Milano, ha lavorato principalmente nell’ambito dei cartoni animati e dei videogiochi. Noto soprattutto per essere la voce di Peter Parker in Spider-Man, Spider-Man: Miles Morales e Spider-Man 2. Ha doppiato Juan Gareda nella soap Una vita, Eijiro Kirishima in My Hero Academia, Robin Hood in Robin Hood - Alla conquista di Sherwood, Zorro in Zorro - La leggenda e Akira Fudo/Devilman in Devilman Crybaby.
Dal 2016 è speaker del canale DeA Kids, dal 2014 voce di Spotify.
Dal 2019 è la voce di Prezzemolo, mascotte di Gardaland, in sostituzione di Giuseppe Calvetti.

## Doppiaggio

### Cinema
- Israel Broussard in Tutte le volte che ho scritto ti amo
- Kyle Redmond-Jones in Wrong Turn 5 - Bagno di sangue
- Kyle McKeever in Il luogo delle ombre
- Johnny Simmons in Frank and Cindy
- Peter Ormond in Churchill
- Yelawolf in In viaggio verso un sogno - The Peanut Butter Falcon
- Matt Shively in Expelled
- Daniel Flaherty in Va a finire che ti amo
- Randy Gonzalez in Billy Lynn - Un giorno da eroe
- Roman Kolinka in Le cose che verranno
- Victor Le Blond in West Coast
- Herberth Vital in Il maestro di violino
- Johnny Yong Bosch in Power Rangers - Una volta e per sempre
- Mikkel Boe Folsgaard in Estate '92
- Avan Jogia in Ten Thousand Saints
- Sam Keeley in Alleycats
- Dominic Monaghan in Ai confini del mondo - La vera storia di James Brooke
- Skyler Gisondo in Time After Time
- Slade Monroe in Una squadra di 12 orfani[1]
- Kyle Selig in Monster High[2]
- Eiji Akaso in Zombie 100 - Cento cose da fare prima di non-morire

### Serie televisive
- Joel Allen in The Purge
- Josh Peck in iCarly (2021)
- Kevin Bury in Noobees
- Trace Lysette in Transparent
- Trezzo Mahoro in Van Helsing
- Deaken Bluman in Tredici
- Mort Burke in The Mindy Project
- Cole Escola in Mozart in the Jungle
- Jamie Ward in Ride
- Cole Ewing in Lab Rats
- Angel Amaral in Marvin Marvin
- Ryan Potter in Super Ninja
- Baptiste Gilliéron in Unità di crisi
- Jonathan Haagensen in Call Me Bruna
- Niko Guardado in Lost in the West
- Ty Wood in ReBoot: The Guardian Code
- Lukas Gage in Tagged
- Steffan Hargus in The Commute
- Blippi in Blippi
- Juan Gareda in Una vita
- Brennan Mejia in Power Rangers Dino Charge
- Talo Silveyra in Cata e i misteri della sfera

### Film di animazione
- Lambert in Dragon Nest: L'alba dei guerrieri e Dragon Nest: Il trono degli Elfi
- Manuke e Leeku in Il film Pokémon: Nero - Victini e Reshiram e Bianco - Victini e Zekrom
- Eijiro Kirishima in My Hero Academia: Two Heroes, My Hero Academia: You're Next
- Cornelius in Gundam Thunderbolt December Sky
- Ozzy in I guardiani di Oz
- Muku/Satori in Naruto - Il film: La prigione insanguinata
- Kotaro Bokuto in Haikyu!! Battaglia all'ultimo rifiuto
- Timber Spruce in My Little Pony - Equestria Girls
- Sabo in One Piece Stampede - Il film
- Hitch in My Little Pony: Una nuova generazione
- Kiminobu Kogure in The First Slam Dunk
- Sheen Estevez in Jimmy e Timmy: L'altra dimensione
- Dekisugi adulto in Doraemon - Il film
- Diabel in Sword Art Online: Progressive - Aria of a Starless Night
- Aitor Cazador in Inazuma Eleven Go: il film
- Paolo Bianchi in Inazuma Eleven - Il film - L'attacco della squadra più forte - Gli Ogre
- Col. Eliott Leland in Godzilla mangiapianeti
- Bell Cranell in È sbagliato cercare di incontrare ragazze in un Dungeon? - Il film: La freccia di Orione
- Minato Hinageshi in Ride Your Wave

### Serie animate
- Andrei in Benvenuti al Wayne
- Robin Hood in Robin Hood - Alla conquista di Sherwood
- Doug in Scream Street
- Howard in Miss Moon
- Yaho Ranger Yellow in The After-Dinner Mysteries
- Spur, Studente del dojo e Sarlikatz in Da campagnolo stagionato a gran maestro di spada
- Bob, Coach Freebird in Pinky Malinky
- Carson in Flash & Dash
- Northwind in Ever After High
- Torbolt in Max Steel
- Tad in SlugTerra - Lumache esplosive
- Aaron in Lego Nexo Knights
- Arabanoo in Kulipari: L'esercito delle rane
- Graham in Transformers: Rescue Bots
- Party Favor in My Little Pony - L'amicizia è magica
- Don Diego de la Vega / Zorro in Zorro - La leggenda
- Ukio in Beyblade Burst
- Infermiere in Link Click
- Yoko in Yoko
- Bilal in Extreme Football
- Spiegel / Kyouji Shinkawa, Eugeo, Thinker in Sword Art Online
- Aitor Cazador in Inazuma Eleven GO
- Yuya Sakaki e Zarc in Yu-Gi-Oh! Arc-V
- Zygarde in Pokémon XY&Z
- Gotenks (2^ voce) in Dragon Ball Super
- Task in BeyWarriors BeyRaiderz
- Guren Nash in I cavalieri Tenkai
- Martin in Lego Friends Country Girls
- Carlyle in Yu-Gi-Oh! Zexal
- Guren Nash / Bravenwolf in I cavalieri Tenkai
- Terry Archibald in Inazuma Eleven GO Galaxy
- Koji Shigemoto in Magilumiere
- Jet Link/Cyborg 002 in Cyborg 009
- Shinkawa Kyouji in Sword Art Online II
- Tupp in Pokemon Sole & Luna
- Incontifante, Pupomimo e Conte Zappula in Yo-Kai Watch
- Vittel in Magi: Le avventure Sinbad
- Cronan in Lego Elves - I segreti di Elvendale
- Akira Fudo / Devilman in Devilman Crybaby
- Marcus Lithos in Sword Gai
- Hakuno Kishinami in Fate/Extra Last Encore
- Eijiro Kirishima in My Hero Academia
- Mohammad Alai Jr. in BAKI, Baki Hanma
- Yato di Unicorn in I Cavalieri dello zodiaco - The Lost Canvas
- Chike in Robozuna
- Chaz in Sparisci, Unicorno!
- Eugeo in Sword Art Online: Alicization
- Yuzo Morisaki in Captain Tsubasa
- Rekka Hoshimiya in Fire Force
- Kagaya Ubuiashiki e Yushiro (1ª voce) in Demon Slayer
- Bell Cranell in DanMachi
- Ginjiro Yoshida in Bocchi the Rock!
- Assistente Alla Produzione, Direttore in Zenshu
- Taiga Okajima in Assassination Classroom
- Hitch in My Little Pony - Ritrova la tua magia
- Lye Batenkaitos in Re:Zero - Starting Life in Another World
- Kotaro Bokuto in Haikyu!! - L'Asso del Volley
- Gan / Yatta-1 in Yatterman
- Touya Kinomoto in Cardcaptor Sakura: Clear Card
- Arataka Reigen in Mob Psycho 100
- Senku Ishigami in Dr. Stone[3]
- Hekkeran Termite in Overlord
- Phobio in That Time I Got Reincarnated as a Slime
- Dellinger in One Piece
- Hiraku Machio in Isekai Farming - Vita contadina in un altro mondo
- Bazz-B in Bleach
- Hyoma Chigiri in Blue Lock
- Hajime Umemiya in Wind Breaker
- Zirc in Orizzonti Pokémon: La serie
- Jonathan Joestar in Phantom Blood
- Inaba in Lamù (2022)

### Programmi televisivi
- Scott Timlin in Geordie Shore, Just Tattoo of Us
- Niall Horan in One Direction Up Close and Personal
- Bryanboy in America's Next Top Model
- Brent Owens in MasterChef Australia
- Fabian in MasterChef Spagna

### Videogiochi
- Vulpera in World of Warcraft
- Hwei in League of Legends (2009)
- Ryan in Call of Duty: Ghosts (2013)[4]
- Brycen e Frederick in Diablo III: Reaper of Souls (2014)[5]
- Inseguitore Branclin, Macchina volante e Riparabot Migliorato in Hearthstone (2014)[6]
- Aitor Cazador, Shun Aoyama, Infinity Beyond e Bay Laurel in Inazuma Eleven GO (2014)[7]
- Robin, Re Ghiaccio in LEGO Dimensions (2015)
- E.M.E.T. in Evolve (2015)
- Danny Burke in Mafia III (2016)[8]
- Todd "Kash" Kashima e Poindexter Zittermann in Call of Duty: Infinite Warfare (2016)[9]
- Brian Rourke e Agent Singh in Deus Ex: Mankind Divided (2016)[10]
- Danny Williams in FIFA 17 (2016), FIFA 18 (2017)
- Bast in Horizon Zero Dawn (2017)[11]
- Leonardo in Injustice 2 (2017)[12]
- Kylo Ren in Star Wars: Battlefront II (2017)[13]
- Voce del tutorial in Hidden Agenda (2017)[14]
- Sutekh e Kanika in Assassin's Creed: Origins (2017)[15]
- Aki Kinura in Need for Speed: Payback (2017)[16]
- Daniel in Detroit: Become Human (2018)
- Peter Parker / Spider-Man in Marvel Spider-Man (2018)[17], Marvel Spider-Man: Miles Morales (2020)[18] e Marvel Spider-Man 2 (2023)[19]
- Luis "Sargento" in Just Cause 4 (2018)[20]
- Crypto in Apex Legends (2019)[21]
- Lord Roye in Anthem (2019)[22]
- Kotaro in Sekiro: Shadows Die Twice (2019)[23]
- Leslie “Mac” Macallister in Gears 5 (2019)[24]
- Rhys in Borderlands 3 (2019)[25]
- Re Harald e Olav lo Sventurato in Assassin's Creed: Valhalla (2020)[26]
- Fredrick Persson in Cyberpunk 2077 (2020)[27]
- Cotheran in New World (2021)[28]
- Red e annunciatore in WarioWare: Get It Together! (2021),[29] WarioWare: Move It! (2023)[30]
- Chen Novak e Gen. Jurgen Berezin in Deathloop (2021)[31]
- Evangelo in Back 4 Blood (2021)[32]
- Joey "José" Gomez in The Dark Pictures: House of Ashes (2021)[33]
- Tony Toretto e Moray in Fast & Furious: Spy Racers - Rise of SH1FT3R (2021)[34]
- Tyler Holt in As Dusk Falls (2022)[35]
- Max in The Quarry (2022)[36]
- Membro "Los Muertos" #3 in Overwatch 2 (2022)[37]
- Sonny Sonti in The Chant (2022)[38]
- Waru in Need for Speed: Unbound (2022)[39]
- Richard Cornacchia in Hogwarts Legacy (2023)[40]
- Ser Wade in Final Fantasy XVI (2023)[41]
- Protagonista maschile in Remnant 2 (2023)[42]
- 'Abil Idn Munsif e il banditore in Assassin's Creed Mirage (2023)[43]
- Bumblebee in Transformers EarthSpark: In missione (2023)[44]
- Kohr, Wilcox e Yamashiro in Batman: Arkham Shadow (2024)[45]
- Voce Cacciatore 3 in Monster Hunter Wilds (2025) [46]

### Direzione del doppiaggio
- Hyrule Warriors: L'era della calamità (2020)[47]
- Bocchi the Rock! (2022)
- The Legend of Zelda: Tears of the Kingdom (2023)[48]
- My Hero Academia: Vigilantes (2025)